# Kosamba
Kosamba là một thị trấn thống kê (census town) của quận Surat thuộc bang Gujarat, Ấn Độ.

## Địa lý
Kosamba có vị trí 21°29′B 72°57′Đ / 21,48°B 72,95°Đ Nó có độ cao trung bình là 13 mét (42 feet).

## Nhân khẩu
Theo điều tra dân số năm 2001 của Ấn Độ, Kosamba có dân số 13.548 người. Phái nam chiếm 51% tổng số dân và phái nữ chiếm 49%. Kosamba có tỷ lệ 67% biết đọc biết viết, cao hơn tỷ lệ trung bình toàn quốc là 59,5%: tỷ lệ cho phái nam là 73%, và tỷ lệ cho phái nữ là 61%. Tại Kosamba, 14% dân số nhỏ hơn 6 tuổi.